# Kfar Daël
Kfar Daël (en arabe : كفر داعل) est un village situé à 12 kilomètres à l'ouest du centre d'Alep, juste au nord de la route Afrine - Alep, et qui fait partie du District du Mont Siméon.

## Guerre civile syrienne

### L'attaque chimique de Khan al-Assal
Dans une lettre datée du 19 mars 2013, Bachar Jaafari, le représentant permanent de la République arabe syrienne auprès des Nations unies a fait savoir que le 19 mars à 7 heures 30, « des groupes terroristes » ont tiré une roquette depuis la région de Kfar Daël vers Khan al-Assal. Les Nations unies n'ont pas été en mesure de recueillir des éléments de preuve suffisants concernant le type de munition et le système de lancement utilisés.
Un rapport de l'ONU de février 2014 confirma plus tard l'utilisation de sarin. Celui-ci portait les mêmes marqueurs que celui utilisé dans le massacre de la Ghouta le 21 août 2013, ce qui montre donc que les auteurs avaient probablement eu accès au stock d'armes chimiques de l'armée syrienne.

### Enlèvement des deux évêques orthodoxes
Le 22 avril 2013, Youhanna Ibrahim et Paul Yazigi, deux évêques orthodoxes, sont kidnappés près de Kafr Daël par des combattants de l'opposition. 

### Reconquête par l'armée syrienne
Le 16 février 2020, l'armée syrienne mène une offensive éclair dans la banlieue ouest d'Alep et reprend - entre autres - le village de Kafr Daël, qui était tenu par les rebelles depuis 2012.

## Source
- (en) Cet article est partiellement ou en totalité issu de l’article de Wikipédia en anglais intitulé « Kfar Da’el » (voir la liste des auteurs).